# Galatasaray Spor Kulübü 2015-2016
Questa voce raccoglie le informazioni riguardanti il Galatasaray Spor Kulübü nelle competizioni ufficiali della stagione 2015-2016.

## Stagione
Il Galatasaray si aggiudica la sua quattordicesima Supercoppa di Turchia battendo per 1-0 ancora il Bursaspor. Hamza Hamzaoğlu è tuttavia esonerato a novembre e sostituito da Mustafa Denizli, in carica fino alla fine di febbraio. Se in campionato la squadra fatica, in ambito europeo, dopo il terzo posto nel girone di Champions League, prosegue il cammino europeo in Europa League, da cui è tuttavia eliminata già ai sedicesimi di finale dalla Lazio. A Denizli, sollevato dall'incarico, subentra Orhan Atik, che allena la formazione di Istanbul come traghettatore dall'inizio alla metà di marzo. La squadra passa poi all'olandese Jan Olde Riekerink, con cui chiude la stagione al sesto posto nella massima divisione turca. Il 26 maggio 2016, battendo in finale il Fenerbahçe per 1-0 con gol di Lukas Podolski, il Galatasaray vince per il terzo anno consecutivo la Coppa di Turchia.

## Maglie e sponsor
| Casa | Trasferta | Terza divisa |

## Rosa
In corsivo i calciatori ceduti durante la stagione 
| N. |                        | Ruolo | Calciatore       |
| -- | ---------------------- | ----- | ---------------- |
| 1  | Uruguay (bandiera)     | P     | Fernando Muslera |
| 3  | Brasile (bandiera)     | C     | Felipe Melo      |
| 4  | Turchia (bandiera)     | C     | Hamit Altıntop   |
| 5  | Turchia (bandiera)     | C     | Bilal Kısa       |
| 6  | Turchia (bandiera)     | C     | Jem Karacan      |
| 7  | Turchia (bandiera)     | C     | Yasin Öztekin    |
| 8  | Turchia (bandiera)     | C     | Selçuk İnan ()   |
| 9  | Turchia (bandiera)     | A     | Umut Bulut       |
| 10 | Paesi Bassi (bandiera) | C     | Wesley Sneijder  |
| 11 | Germania (bandiera)    | A     | Lukas Podolski   |
| 12 | Germania (bandiera)    | C     | Kevin Großkreutz |
| 13 | Brasile (bandiera)     | D     | Alex Telles      |
| 14 | Spagna (bandiera)      | C     | José Rodríguez   |
| 15 | Paesi Bassi (bandiera) | D     | Ryan Donk        |
| 17 | Turchia (bandiera)     | A     | Burak Yılmaz     |

| N. |                     | Ruolo | Calciatore       |
| -- | ------------------- | ----- | ---------------- |
| 18 | Turchia (bandiera)  | C     | Sinan Gümüş      |
| 21 | Camerun (bandiera)  | D     | Aurélien Chedjou |
| 22 | Turchia (bandiera)  | D     | Hakan Balta      |
| 23 | Francia (bandiera)  | D     | Lionel Carole    |
| 26 | Turchia (bandiera)  | D     | Semih Kaya       |
| 27 | Norvegia (bandiera) | D     | Martin Linnes    |
| 28 | Turchia (bandiera)  | D     | Koray Günter     |
| 29 | Turchia (bandiera)  | C     | Olcan Adın       |
| 38 | Turchia (bandiera)  | P     | Tarık Çamdal     |
| 52 | Turchia (bandiera)  | C     | Emre Çolak       |
| 55 | Turchia (bandiera)  | C     | Sabri Sarıoğlu   |
| 64 | Belgio (bandiera)   | D     | Jason Denayer    |
| 67 | Turchia (bandiera)  | P     | Eray İşcan       |
| 99 | Turchia (bandiera)  | P     | Cenk Gönen       |

## Risultati

### Supercoppa di Turchia
| Arbitro: | Cüneyt Çakır |

|             |           |  |
| Öztekin 27’ | Marcatori |  |

### UEFA Champions League

#### Fase a gironi
| Arbitro: | Szymon Marciniak |

|  |           |                    |
|  | Marcatori | 18’, 25’ Griezmann |

| Arbitro: | Martin Strömbergsson |

|                            |           |                          |
| Balta 77’ (aut.) Cañas 89’ | Marcatori | 31’ Kısa 86’ (aut.) Erić |

| Arbitro: | William Collum |

|                                     |           |           |
| Selçuk İnan 19’ (rig.) Podolski 33’ | Marcatori | 2’ Gaitán |

| Arbitro: | Milorad Mažić |

|                      |           |              |
| Jonas 52’ Luisão 67’ | Marcatori | 58’ Podolski |

| Arbitro: | Nicola Rizzoli |

|                    |           |  |
| Griezmann 13’, 65’ | Marcatori |  |

| Arbitro: | Craig Thomson |

|                 |           |             |
| Selçuk İnan 64’ | Marcatori | 62’ Twumasi |

### UEFA Europa League

#### Fase a eliminazione diretta
| Arbitro: | Michael Oliver |

|              |           |                      |
| Sarıoğlu 12’ | Marcatori | 21’ Milinković-Savić |

| Arbitro: | Vladislav Bezborodov |

|                                          |           |             |
| Parolo 59’ Felipe Anderson 61’ Klose 72’ | Marcatori | 62’ Öztekin |

## Statistiche

### Statistiche di squadra
| Competizione          | Punti | In casa | In casa | In casa | In casa | In casa | In casa | In trasferta | In trasferta | In trasferta | In trasferta | In trasferta | In trasferta | Totale | Totale | Totale | Totale | Totale | Totale | DR  |
| Competizione          | Punti | G       | V       | N       | P       | Gf      | Gs      | G            | V            | N            | P            | Gf           | Gs           | G      | V      | N      | P      | Gf     | Gs     | DR  |
| --------------------- | ----- | ------- | ------- | ------- | ------- | ------- | ------- | ------------ | ------------ | ------------ | ------------ | ------------ | ------------ | ------ | ------ | ------ | ------ | ------ | ------ | --- |
| Süper Lig             | 51    | 17      | 9       | 6       | 2       | 40      | 18      | 17           | 4            | 6            | 7            | 29           | 31           | 34     | 13     | 12     | 9      | 69     | 49     | +20 |
| Coppa di Turchia      |       | 6       | 4       | 2       | 0       | 13      | 5       | 5            | 4            | 1            | 0            | 11           | 5            | 12     | 9      | 3      | 0      | 25     | 10     | +15 |
| Supercoppa di Turchia |       | -       | -       | -       | -       | -       | -       | -            | -            | -            | -            | -            | -            | 1      | 1      | 0      | 0      | 1      | 0      | +1  |
| Champions League      |       | 3       | 1       | 1       | 1       | 3       | 4       | 3            | 0            | 1            | 2            | 3            | 6            | 6      | 1      | 2      | 3      | 6      | 10     | -4  |
| Europa League         |       | 1       | 0       | 1       | 0       | 1       | 1       | 1            | 0            | 0            | 1            | 1            | 3            | 2      | 0      | 1      | 1      | 2      | 4      | -2  |
| Totale                |       | 27      | 14      | 10      | 3       | 57      | 28      | 26           | 8            | 8            | 10           | 44           | 45           | 55     | 24     | 18     | 13     | 103    | 73     | +30 |

### Andamento in campionato
| Giornata  | 1 | 2  | 3  | 4 | 5 | 6 | 7 | 8 | 9 | 10 | 11 | 12 | 13 | 14 | 15 | 16 | 17 | 18 | 19 | 20 | 21 | 22 | 23 | 24 | 25 | 26 | 27 | 28 | 29 | 30 | 31 | 32 | 33 | 34 |
| --------- | - | -- | -- | - | - | - | - | - | - | -- | -- | -- | -- | -- | -- | -- | -- | -- | -- | -- | -- | -- | -- | -- | -- | -- | -- | -- | -- | -- | -- | -- | -- | -- |
| Luogo     | T | C  | T  | C | T | C | T | C | T | C  | T  | C  | T  | C  | T  | C  | T  | C  | T  | C  | T  | C  | T  | C  | T  | C  | T  | C  | T  | C  | T  | C  | T  | C  |
| Risultato | N | P  | V  | N | V | V | V | V | N | V  | P  | N  | N  | V  | P  | V  | N  | V  | P  | N  | P  | V  | P  | N  | N  | N  | P  | N  | P  | V  | N  | P  | V  | V  |
| Posizione | 7 | 13 | 10 | 8 | 8 | 4 | 2 | 2 | 2 | 2  | 3  | 3  | 4  | 4  | 4  | 3  | 3  | 3  | 3  | 3  | 5  | 3  | 5  | 5  | 5  | 6  | 6  | 6  | 8  | 6  | 6  | 7  | 6  | 6  |

Legenda:

Luogo: C = Casa; T = Trasferta. Risultato: V = Vittoria; N = Pareggio; P = Sconfitta.